# Sven Swedberg
Sven Swedberg, född 2 oktober 1888 i Katrineholm, död 30 april 1972 i Göteborg, var en svensk läroboksförfattare, lektor och filosofie hedersdoktor i geografi.

## Biografi
Swedberg var son till lokomotivföraren  Carl August Svedberg och dennes hustru Charlotte, född Törnberg, och växte upp i Katrineholm. Fadern härstammade från Sunnersbergs socken i Västergötland och modern från Nyköping. Efter studentexamen i Norrköping 1907 och senare akademiska studier blev Swedberg filosofie licentiat i Uppsala 1913 på en avhandling om Södermanlands befolkningsgeografi.
År 1914 blev han adjunkt vid Folkskoleseminariet i Göteborg. År 1918 blev han vid samma skola lektor i geografi och biologi, och verkade där fram till sin pensionering 1956. Swedberg hade under många år styrelseuppdrag i Geografiska föreningen i Göteborg samt Västra kretsen av Geografilärarnas förening. Han författade läroböcker i geografi som kom ut i många upplagor, och var under perioden 1938–1960 återkommande föreläsare i Sveriges Radio.

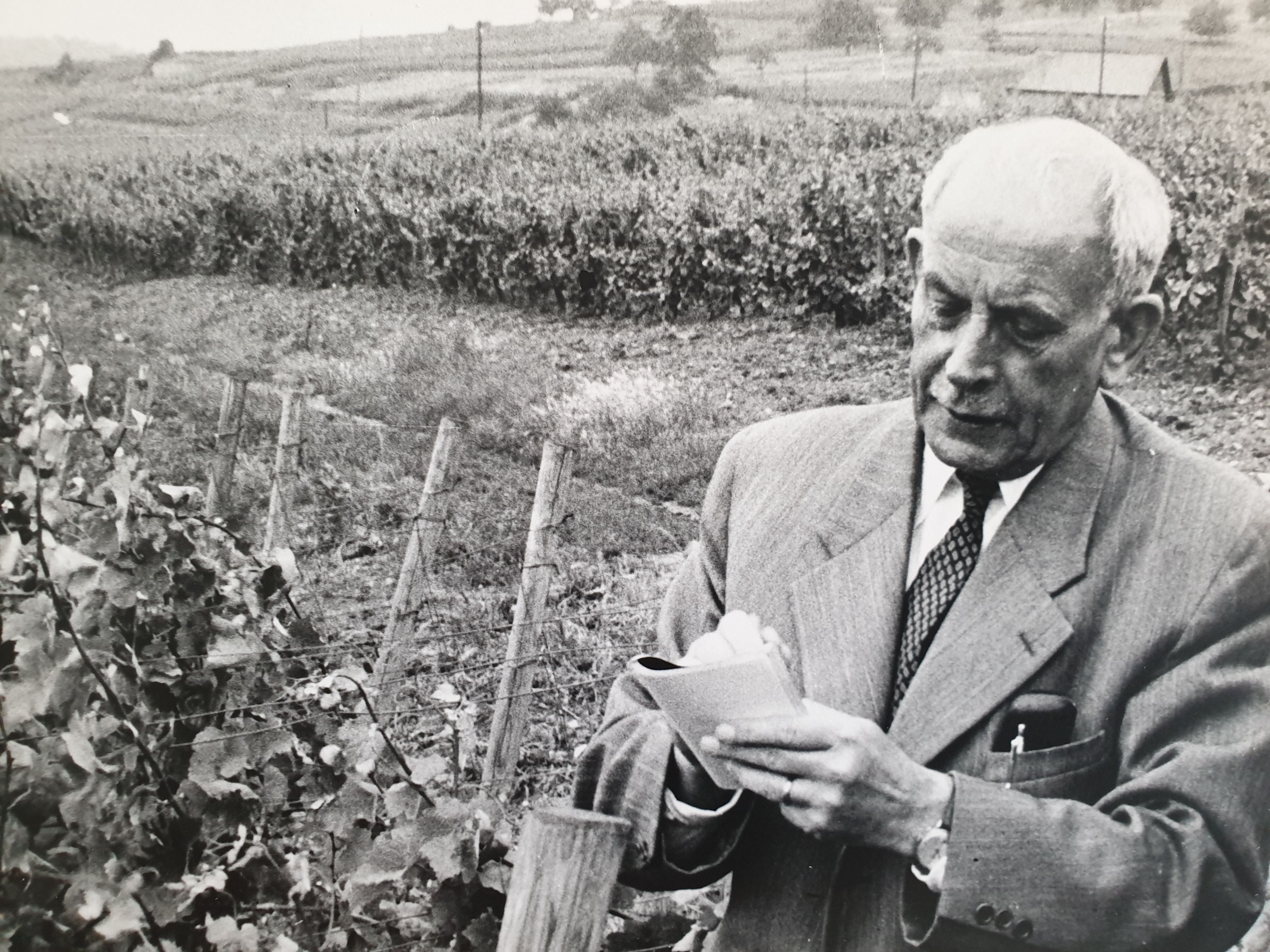
Sven Swedberg i arbete med att studera vinets geografi på en vingård nära Rüdesheim sommaren 1956